# Dyskobolia Grodzisk Wielkopolski
O Dyskobolia Grodzisk Wielkopolski, abreviado Dyskobolia, é um clube de futebol polonês da cidade de Grodzisk Wielkopolski que disputa a Klasa A.

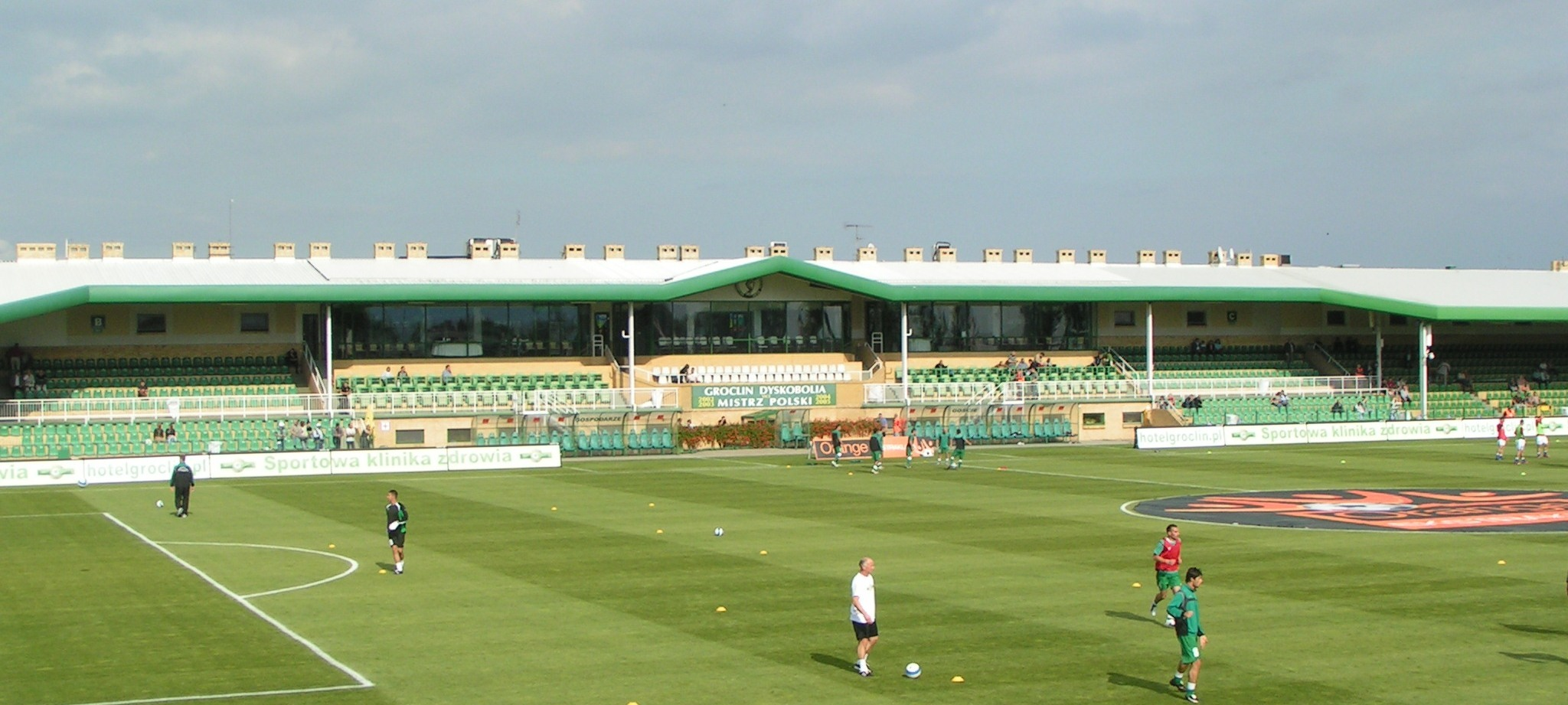
Estádio

## Títulos
- Copa da Polônia (Puchar Polski)
  - (2): 2005, 2007
- Copa da Liga Polonesa (Puchar Ekstraklasy S.A.)
  - (2): 2007, 2008